# Потарникеа (Констанца)
Потарникеа (рум. Potârnichea) насеље је у Румунији у округу Констанца у општини Топраисар. Oпштина се налази на надморској висини од 80 m.

## Становништво
Према подацима из 2002. године у насељу је живело 484 становника, од којих су сви румунске националности.